# Бархін Григорій Борисович
Григорій Борисович (Герш Беркович) Бархін (1880, Перм — 1969, Москва) — радянський архітектор, містобудівник, теоретик архітектури, педагог, член-кореспондент Академії Будівництва та Архітектури (1956), Заслужений діяч науки та техніки РРФСР. Батько архітекторів Бориса, Анни та Михайла Бархіних.

## Біографія
Народився 7 (19) березня 1880 року в Пермі у родині ремісника-маляра, дитинство провів у Забайкаллі. У 1897—1901 роках навчався в Одеському художньому училищі. У 1901—1908 роках навчався в Вищому художньому училищі при Імператорській академії мистецтв — у О. Н. Померанцева; отримав звання художника за проєкт «Міського православного кладовища в околицях столиці» (19.05.1898).
У 1908—1911 роках помічник архітектора Р. І. Клейна при створенні Бородінського мосту в Москві та інтер'єрів Музею образотворчих мистецтв.
У 1915—1920 роках служив в армії, керував інженерно-будівельними роботами на Кавказькому фронті.
Брав участь у роботі Московського архітектурного товариства (1923—1930), редагував видання «Конкурсы МАО» (1923—1926) та ін. У 1932 році один із засновників Спілки архітекторів СРСР.
До 1967 року викладав: з 1929 року — в Архітектурно-будівельному інституті (АБІ), з 1933 року — в Московському архітектурному інституті; професор із 1930 року.
У 1930-х роках керував архітектурно-планувальною майстернею Мосради .
Помер 11 квітня 1969 року у Москві. Похований на Введенському цвинтарі (діл. 25).
Його сини, Михайло Григорович (1906—1988) та Борис Григорович (1912—1999) також були архітекторами та поховані разом із батьком на сімейній ділянці.

## Вибрані проєкти та споруди

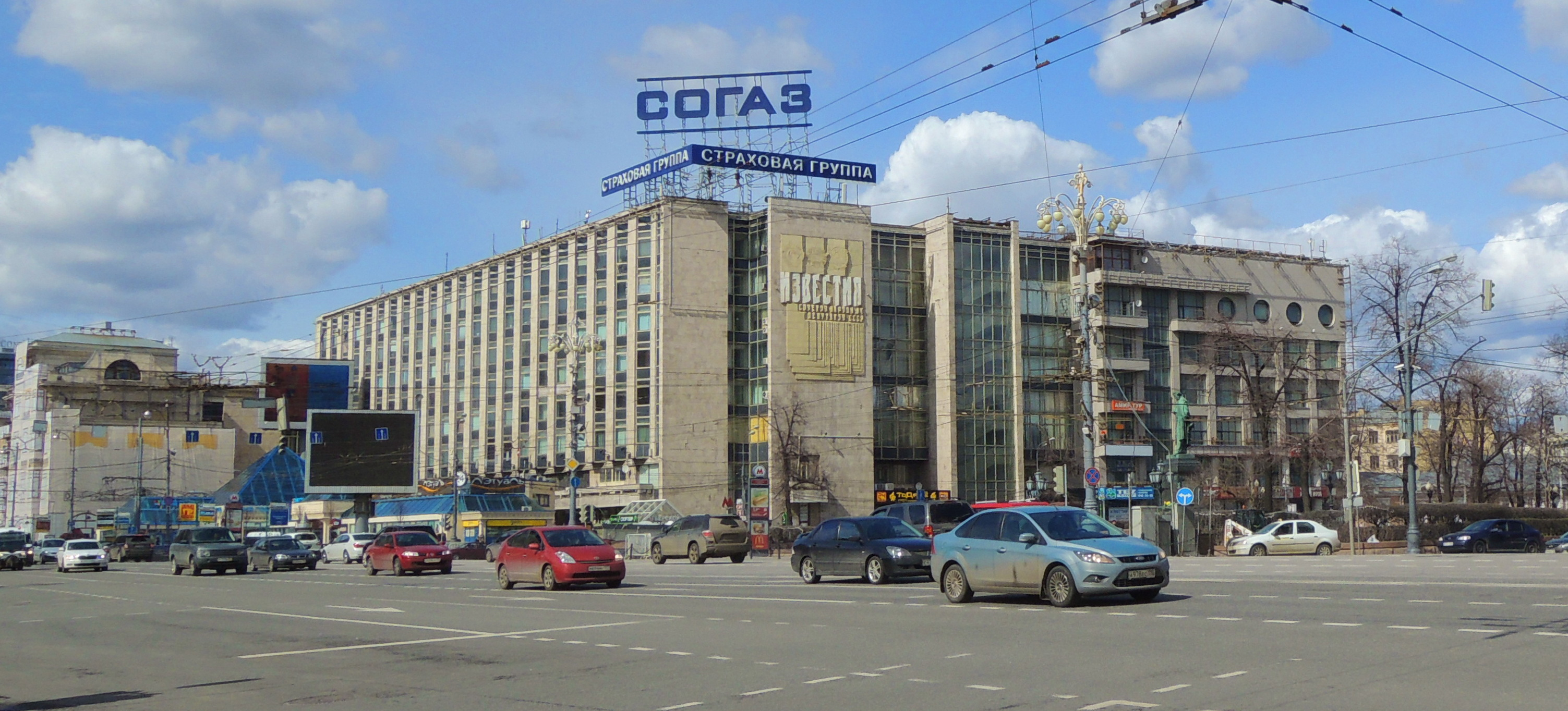
Будинок газети «Известия»

- Проєкт відновлення Севастополя (1943—1946);
- Проєктні роботи з реконструкції Москви (1933—1938);
- Санаторій в Саках у Криму (1929);
- Будівля газети «Известия» у Москві (1925—1927);
- Заводи сульфатної та азотної кислот поблизу міста Нижній Новгород (1915—1916).

## Публікації
- Рабочий дом и рабочий посёлок-сад. — М., 1922.
- Архитектура театра. — М., 1947.

## Нагороди
- Орден Трудового Червоного Прапора (27.07.1955) — у зв'язку з 75-річчям від дня народження та 50-річчям творчої, науково-педагогічної та громадської діяльності